# Incubus (Dämon)

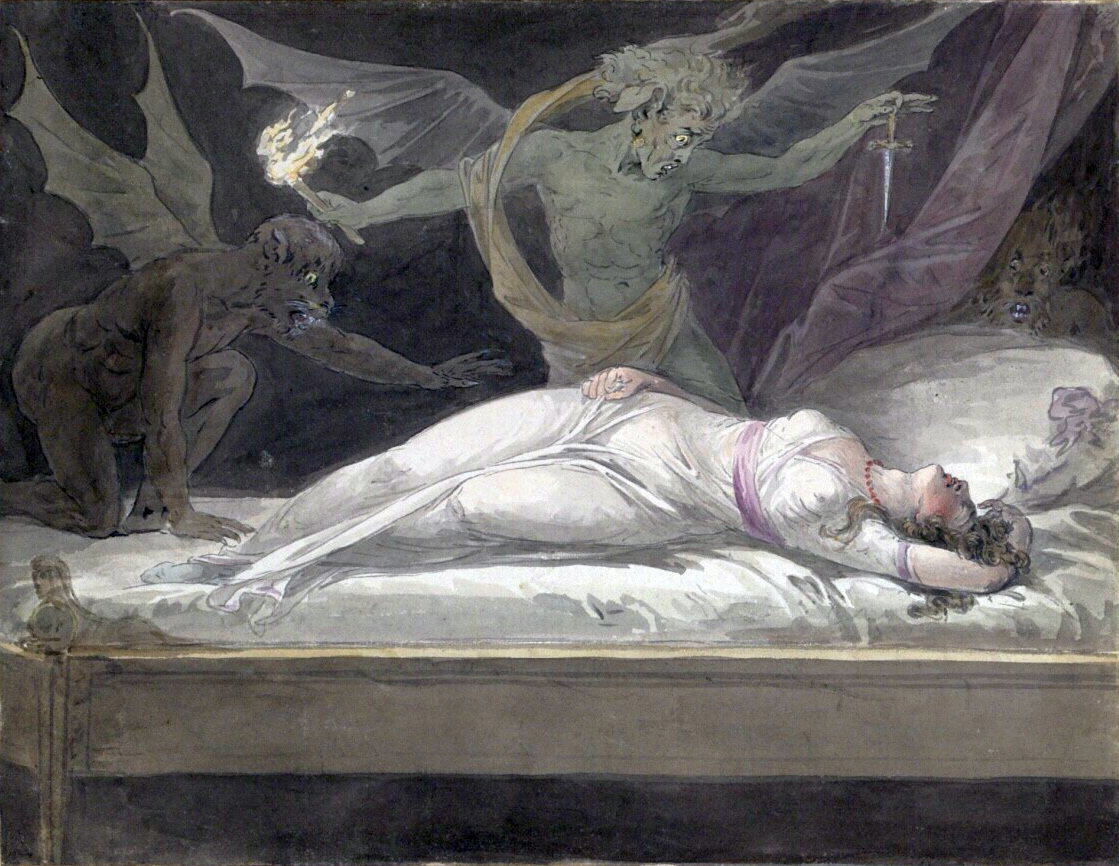
Incubus, Aquarell (1870)

Als Incubus, Plural Incubi, auch Inkubus, Plural Inkuben (von lateinisch: incubare für ‚oben liegen‘, ‚ausbrüten‘), wird in der Mythologie ein männlicher Alb (Elf), ein Albträume verursachender nachtaktiver Dämon, ein Waldgeist oder auch Sylvan bezeichnet, der sich nachts mit einer schlafenden Frau paart, ohne dass diese etwas davon bemerkt. Außerdem gilt der Inkubus als Stellvertreter Satans, der dafür verantwortlich ist, Seelen von Sündigern nach deren Tod mit in die Hölle zu schleppen. 
Das weibliche Gegenstück wird Succubus (auch Sukkubus oder Sukkuba, Plural: Succuben, von lateinisch: succumbere ‚unten liegen‘) genannt. Ein Succubus stiehlt unbemerkt den Samen des schlafenden Mannes.

## Herkunft und Beschreibung

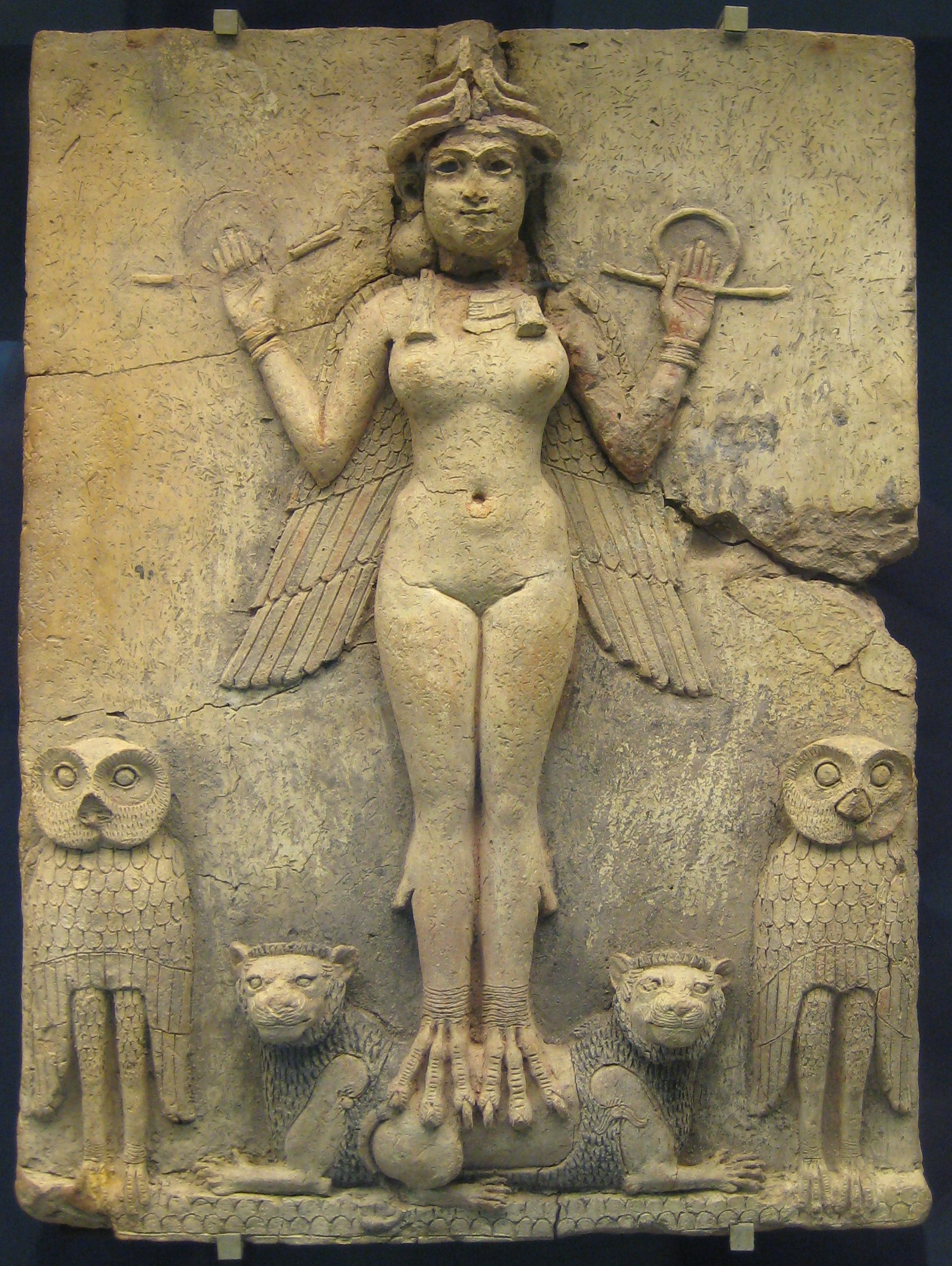
Mögliche Darstellung Liliths oder Ištars auf dem Burney-Relief, British Museum

Die älteste Erwähnung von Dämonen dieser Art stammt aus Mesopotamien, unter den Bezeichnungen Lilu und Lilutu oder auch Ardat Lili und Irdu Lili, als Dämonen, die Menschen im Schlaf in Form von erotischen Träumen erscheinen. Diese Vorstellung findet sich auch in der jüdischen und christlichen Mythologie (siehe Lilith).
Sie ernähren sich von der Lebensenergie schlafender Menschen, mit denen sie sich nachts paaren. Wenn sich ein Incubus oder Succubus mit einem Menschen paart, wacht dieser während des Aktes nicht auf und kann sich höchstens in Form eines Traumes an den nächtlichen Besuch erinnern.
Im Christentum wurden nächtliche, „sündhafte“ Träume oder damit verbundene Ejakulationen häufig durch den Besuch eines Incubus oder Succubus erklärt. Auf diese Weise konnte man für die Sünde nicht verantwortlich gemacht werden, da man Opfer einer übernatürlichen Macht wurde.
Allerdings wurde im Zuge frühneuzeitlicher Hexenverfolgung der Geschlechtsverkehr mit dem Teufel (Teufelsbuhlschaft) den Angeklagten als bewusst gewünschter Akt vorgeworfen und war somit ein Zeichen des Abfallens von Gott und der Hingabe an den Teufel.
In seinem Hexenhammer beschrieb Jakob Sprenger (1486), wie der Teufel bei Hexenmeistern die Gestalt eines Succubus annahm, während er bei Hexen als Incubus auftrat. Bei einer derartigen Verbindung sei (wie im Abschnitt „Ob durch Incubi und Succubi Menschen gezeugt werden können“ ausführlich geschildert wird) auch die Zeugung eines Dämons möglich, wenn es einem Incubus gelingt „den menschlichen Samen an den gehörigen Ort des Frauenleibes [zu] bringen“.
Derartige erotische Träume wurden angeblich, vor allem bei Frauen, durch sogenannte Hexensalben mit psychoaktiven Inhaltsstoffen hervorgerufen.
Eine weit verbreitete Theorie war es auch, dass ein – an sich geschlechtsloser – Dämon oder Buhlteufel zuerst in Form eines Succubus mit einem Mann schlief und sich anschließend in einen Incubus verwandelte, um mit dem Samen des Mannes eine Frau zu befruchten; er selbst ist ja körperlos und damit nicht zeugungsfähig. Das Ergebnis dieses ungewollten Seitensprungs war der Wechselbalg.
Der Schweizer Maler Johann Heinrich Füssli (1741–1825) stellte Incubi in vielen Bildern und Grafiken erstmals ikonografisch dar. Das wohl bekannteste Werk Füsslis, Der Nachtmahr, existiert in verschiedenen Versionen.
Im Faust I lässt Goethe Doktor Faust den als Pudel erscheinenden Mephistopheles mittels Beschwörung zwingen, sich in seiner wahren Gestalt zu zeigen und ruft zum Schluss auch einen Incubus heran: „Incubus! Incubus! Tritt herzu und mach den Schluss!“. Beim Aufstieg im Harzgebirg erscheint später auch Lilith.
In der jungianischen Archetypenlehre ist der Succubus der dunkle weibliche Aspekt des Mannes, der zum Komplex der Anima-Vorstellung gehört.
James Allan Cheyne interpretiert in einer Studie Symptome der Schlafparalyse in Bezug auf traditionelle Vorstellungen über einen Incubus.

## Film

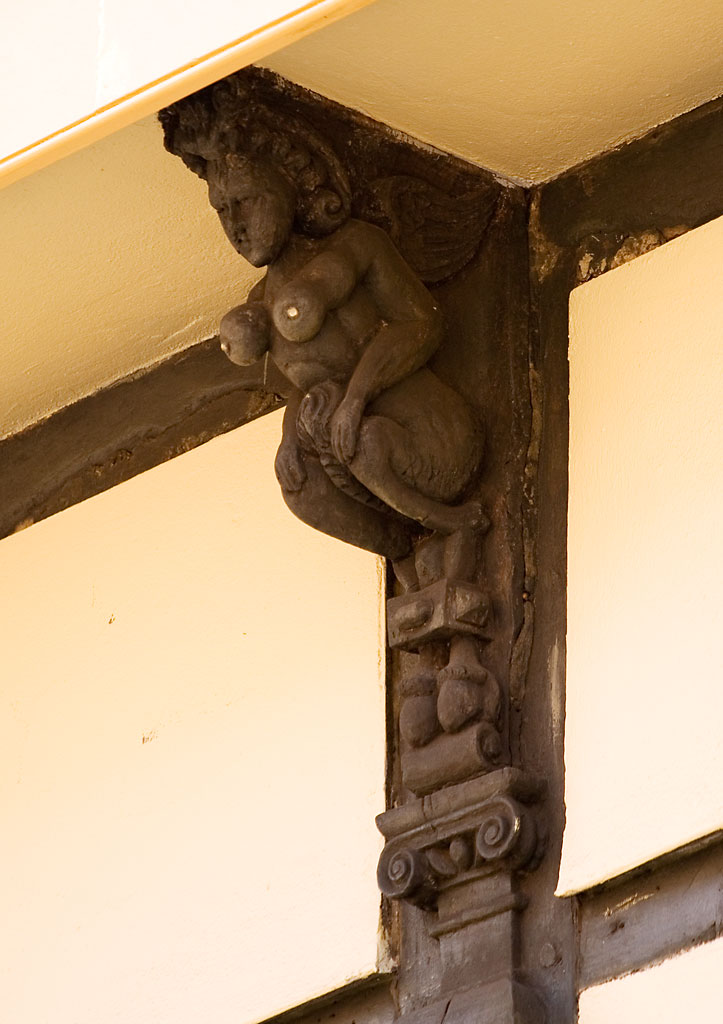
Succubus, Holzschnitzerei (16. Jahrhundert) in einem Gasthof in Cambridge

- Filmisch wurde das Thema im US-Film Inkubo (englisch auch Incubus) von 1966 mit William Shatner umgesetzt.
- Die deutsche Produktion Sukkubus – Den Teufel im Leib stammt von 1989.
- Die kanadische Fernsehserie Lost Girl, die seit 2010 produziert wird, beschreibt das Leben eines Succubus.
- In den Anime-Serien The Testament of Sister New Devil und Rosario + Vampire ist eine der Hauptfiguren ein Succubus.
- Tödlicher Segen (Originaltitel Deadly Blessing), ein Slasher-Film von 1981.
- South Park, Staffel 3, Folge 3: Der Chefkoch wird von einer Succubus verführt und ist kurz davor, sie zu heiraten.[5]
- In Folge 21 der 3. Staffel von Akte X (Heimsuchung, Originaltitel Avatar) gerät Assistant Director Skinner in den Bann eines Succubus.